# 维勒佩罗
维勒佩罗（法語：Villeperrot，法語發音：[vilpɛʁo]）是法国勃艮第-弗朗什-孔泰大区约讷省的一个市镇，属于桑斯区。

## 地理
维勒佩罗（48°15'43"N, 3°13'42"E）面积8.15 平方千米，位于法国勃艮第-弗朗什-孔泰大區约讷省，该省份为法国中北部内陆省份，西接卢瓦雷省，西北接塞纳-马恩省，南至涅夫勒省，东临科多尔省，东北与奥布省接壤。
与维勒佩罗接壤的市镇（或旧市镇、城区）包括：日西莱诺布勒、维勒纳沃特、圣但尼莱桑斯、屈伊、纳伊、约讷河桥村、圣塞罗坦。

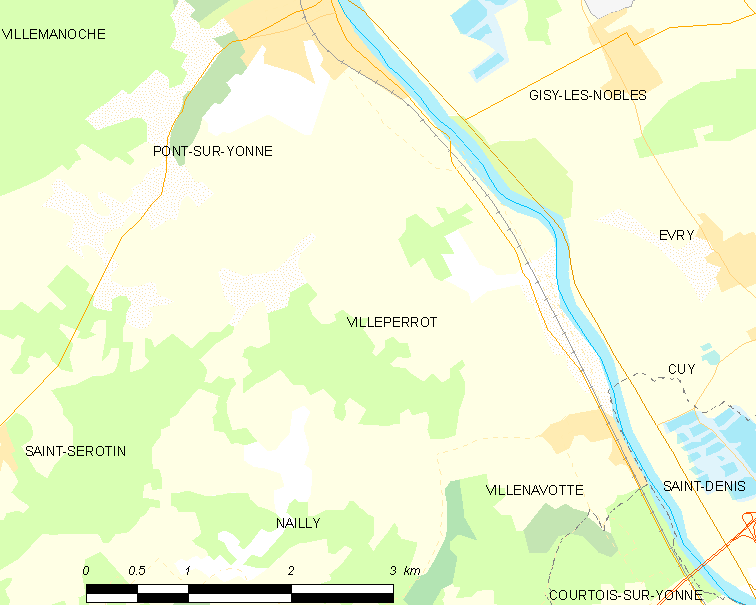
维勒佩罗的OSM定位图

维勒佩罗的时区为UTC+01:00、UTC+02:00（夏令时）。

## 行政
维勒佩罗的邮政编码为89140，INSEE市镇编码为89465。

## 政治
维勒佩罗所属的省级选区为约讷河桥村县。

## 人口

1962-2008年间维勒佩罗人口变化图示

维勒佩罗于2022年1月1日时的人口数量为296人。